# Асмахан

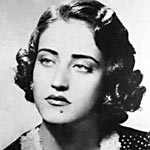

Асмахан (араб. أسمهان‎ Asmahān, настоящее имя — Амаль аль-Атраш (араб. آمال الأطرش‎ Āmāl al-Aṭrash); 25 ноября 1912 — 14 июля 1944, Эль-Мансура, Королевство Египет) — египетская певица и актриса сирийского происхождения, сестра композитора и певца Фарида аль-Атраша.

## Биография
Происходила из семьи друзов. Родилась на борту судна, на котором её семья бежала из Турции (где её отец служил губернатором Демирджи и вступил в конфликт с властями) в ходе Первой мировой войны в Ливан (входивший тогда в состав Османской империи). После провозглашения французами автономного государства Джабаль аль-Друз на части территории нынешней Сирии семья переехала туда. После начала восстания в Сирии против французов семья переехала в Египет, где Асмахан жила всю оставшуюся жизнь.
Считается одной из самых выдающихся арабских певиц XX века. Её загадочная смерть в автокатастрофе стала потрясением сирийской общественности, а её жизнь стала предметом множества журналистских сплетен: в частности, она предположительно была шпионкой в период Второй мировой войны, сотрудничавшей с британской разведкой.

## Фильмография
| Год  |   | Русское название | Оригинальное название | Роль   |
| ---- | - | ---------------- | --------------------- | ------ |
| 1941 | ф | Триумф юности    | Intisar al-chabab     | Nadia  |
| 1944 | ф | Любовь и месть   | Gharam wa intiqam     | Suhair |